# 千代聯
千代聯是一個成人遊戲軟體的企業聯合組織。是千代田區聯合的簡稱，不是正式的稱呼。 
相似的聯合組織還有埼玉聯合與北海道色情遊戲組合。 

## 組成公司
- 株式會社ACID
  - âge
  - mirage
  - φâge
- 有限會社STACK
  - Overflow
- 株式會社NitroPlus
  - NitroPlus

過去，TOPCAT也曾經是其中的一員。
還曾經和在觀察中的CIRCUS和minori一起舉辦過活動。

## 結成
3社的本公司所在地因為都在東京都千代田區而觸發了聯合的結成，名稱也就這樣得來。2001年秋。位於千代田區的杉商大樓同時進駐了Overflow (9樓)、âge (8樓)、Nitro+ (7樓)。然後Nitro+在2007年移到了千代田區內別的大樓，之後âge移進了空出來的7樓。Overflow在2008年移轉到了埼玉。

## 活動
曾製作廣播頻道「千代聯Channel♪」和卡片遊戲「RumblingAngel」等，舉辦過「千代聯祭典」和「千代聯祭典2002」等的活動。此外，除了各社的遊戲製作以外，還有在動畫的製作、角色設定等有協力關係。後來過了一會兒，在特別是對外的活動上多表現不佳，於是後來多在開發面上相互協助。
但是，久沒活動的千代聯在2008年8月13日舉行了「C3千代聯聯會2008」。内容是3社的代表（âge：吉田博彦、Overflow：大沼明夫）齊坐一堂進行談話。
曾和CIRCUS共同舉辦「千代聯大CIRCUS」等的活動，CIRCUS的所在地是埼玉縣蓮田市，嚴格說來不算是千代聯的成員，但在千代聯的各所屬公司的官網上皆有聯到其他成員網站的「千代聯Link」而CIRCUS的也在其中，實質上已經是千代聯的第四個所屬公司了。結果CIRCUS與千代聯開始合作時，相反的在埼玉聯合的活動就停滯了，有人說是造成埼玉聯合實質的崩壞原因之一。